# باجيك أباد
باجيك أباد هي قرية في مقاطعة أصفهان، إيران. عدد سكان هذه القرية هو 155 في سنة 2006.